# Pierre-André Benoit
Pour les articles homonymes, voir Benoit et PAB.
Pierre-André Benoit est un poète, peintre, illustrateur, graveur, typographe, imprimeur et éditeur d'art (sous le nom PAB), né le 15 septembre 1921 à Alès et mort le 20 janvier 1993.

## Biographie
Pierre-André Benoit a fait don de sa collection d'œuvres d’art à sa ville natale, Alès (qui l'a installée dans le musée-bibliothèque Pierre-André-Benoit), et de ses collections littéraires à la Bibliothèque nationale de France (réserve des livres rares et précieux), à charge pour la BnF de faire le dépôt d'au moins un exemplaire de chaque livre réalisé par lui. Ces collections sont ordonnées autour du livre illustré, principale activité du donateur.

## Sa collection
Elle comprend des peintures, gouaches, dessins, estampes, sculptures de Alechinsky, Arp, Braque, Bertini, Camille Bryen, Serge Charchoune, Guitet, Jean Hugo, Miró, Picabia, Picasso, Gérard Schneider, Sima, Steffens, Survage, Raoul Ubac, Vieira da Silva, etc.

### Leslivres d'artistes
Près de 425 ouvrages, avec des textes et des illustrations, entre autres : 

#### Pour les textes
- Antonin Artaud
- Édith Boissonnas
- Alain Borne
- André Breton
- Hélène Cadou
- René Char
- Paul Claudel
- René Crevel
- Joseph Delteil
- Paul Éluard
- Frénaud
- Jouhandeau
- Pierre-Albert Jourdan
- Robert Morel
- Jean Paulhan
- Erik Satie
- Seuphor
- Gustaf Sobin
- Tristan Tzara
- Paul Valéry

#### Pour les illustrations
- Alechinsky
- Braque
- Dubuffet
- Marcel Duchamp
- Miró
- Picabia
- Picasso
- Brigitte Simon

Les peintres présentés au musée sont les compagnons de PAB, ceux qui ont régulièrement collaboré à l’illustration de ses livres en parfaite complicité avec les auteurs. La collection d’art contemporain est essentiellement tournée vers l’abstraction des années 1950 à 1970 mais aussi ordonnée autour de l’œuvre ultime de grands contemporains historiques : Braque, Picasso, Picabia, Miró. Composée de peintures, de quelques sculptures, elle est dominée par les arts graphiques.

## Postérité
Les Éditions de Rivières poursuivent le travail de l'éditeur d'art qu'était Pierre-André Benoît,.